# Trochosa hispanica
Trochosa hispanica là một loài nhện trong họ Lycosidae.
Loài này thuộc chi Trochosa. Trochosa hispanica được Eugène Simon miêu tả năm 1870.